# ويليام جورج بيكر
ويليام جورج بيكر هو سياسي كندي، ولد في 16 يناير 1885، وتوفي في 9 أبريل 1960. انتخب عضو المجلس التشريعي من ساسكاتشوان.